# 南興 (桃園市)
南興，是臺灣桃園市大溪區的一個傳統地域名稱，位於該區西北部。相較於今日行政區，其範圍大致包括南興里不含東南端一小部分、仁善里西部凸出部分。

## 歷史
台灣清治末期至日治初期，南興地區為一街庄，稱為「南興庄」，隸屬於桃澗堡。該庄北與霄裡庄為鄰，東北邊一小段與八塊厝庄為界，東與埔頂庄、員樹林庄為鄰，南邊為蕃仔藔庄、九座藔庄，西邊為東勢庄。
1901年（日治明治三十四年）11月，全台設置二十廳，該庄隸屬於桃仔園廳。1903年（明治三十六年），改名桃園廳。1909年（明治四十二年）10月，合併二十廳為十二廳，該庄隸屬不變。1920年（大正九年），廢十二廳改設五州二廳，該庄改制為「南興」大字，隸屬於新竹州大溪郡大溪街，大字下有「南興」、「社角」、「廣福」小字名。
戰後大溪街改制為大溪鎮，隸屬於新竹縣，大字亦改制為里。1950年桃、竹、苗分治，大溪鎮改隸屬於桃園縣。2014年12月，桃園縣升格為直轄桃園市，大溪鎮改制為大溪區。因人口增加，本地區已拆分為多個里。

## 交通
國道3號又稱「福爾摩沙高速公路」，是貫穿台灣西部的兩條縱向高速公路之一，大致以北北東—南南西走向經過南興地區東南部邊界地帶，並於市道112甲線交會處設有大溪交流道，由此進入可快速前往台灣西部各地。
省道台66線又稱「東西向快速公路－觀音大溪線」，其東側端點位於本地區中部偏東南的市道112甲線路口。由此向西轉西北可前往平鎮、新屋、觀音大潭並止於省道台61線（西部濱海快速道路）。
市道112號是觀音至大溪崎頂的道路，大致以西北—東南走向轉西北西—東南東走向經過本地區中部偏北地帶，向西北可前往中壢、新屋、觀音並止於省道台15線路口，向東南可前往崎頂並止於省道台3線路口。
市道112甲線是南興至員樹林的道路，也是大溪交流道聯絡道，其北側端點位於本地區中部偏東的市道112號路口。由此向南南西經省道台66線東側端點後，轉東南經大溪交流道可前往員樹林並止於省道台3線路口。

## 學校
- 南興國小

## 廟宇
- 大溪永昌宮（神農廟）